# Idiotropiscis australe
Idiotropiscis australe е вид лъчеперка от семейство иглови (Syngnathidae).

## Разпространение
Видът е разпространен в Австралия (Западна Австралия и Южна Австралия).